# Sekundærrute 469
De Sekundærrute 469 is een secundaire weg in Denemarken. De weg loopt van Grindsted naar Vamdrup. De Sekundærrute 469 loopt door Zuid-Denemarken en is ongeveer 45 kilometer lang.